# Сармьенто (река)
Сармьенто (исп. Río Sarmiento) — река в провинции Буэнос-Айрес на востоке Аргентины. Один из главных рукавов устья реки Парана, расположенный в районе Тигре. Впадает в эстуарий Ла-Плата Атлантического океана.

## Описание
Сармьенто расположен в 30 км к северо-западу от Буэнос-Айреса. Рукав Параны Сармьенто соединяет реку Лухан с рекой Парана, его длина составляет 20 км. Сармьенто обслуживает транспортная компания «El Jilguero». Недалеко от устья Лухана находится остров Исла-де-лос-Эспиритус, на котором расположено кладбище умерших от жёлтой лихорадки. Устье Сармьенто находится напротив порта и фруктового рынка у впадения реки Лухан.

## Достопримечательности

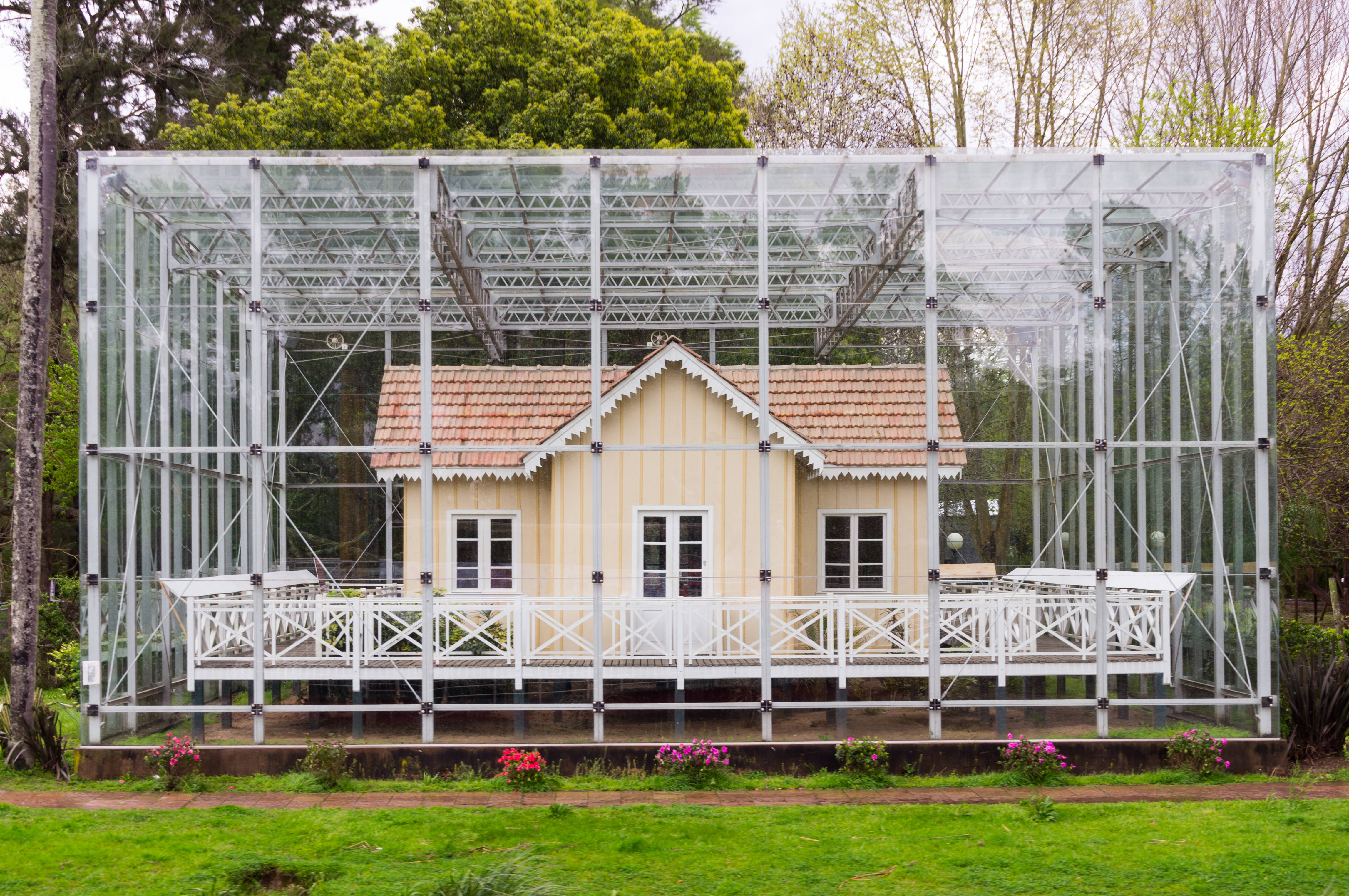
Дом-музей Сармьенто

На реке Сармьенто находится памятник национальной истории Дом-музей Сармьенто, президента Аргентины в 1868—1874 годах.

## Транспорт и инфраструктура

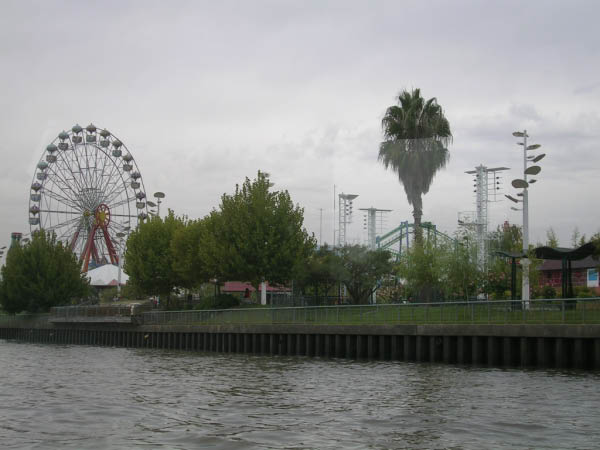
Парк отдыха на Сармьенто

Окрестности Сармьенто являются самыми густонаселённым район дельты Параны. На реке имеется хорошо развитый речной общественный пассажирский транспорт, обслуживающийся несколькими транспортными компаниями, среди которых наиболее крупная Interisleña.
На берегах реки расположены крупные центры отдыха, гребные клубы и пристань для лодок и катамаранов, которые доставляют пассажиров в дельту Параны, Нуэва-Пальмиру и Кармело (Уругвай).